# Повіт Асьоро
Пові́т Асьоро́ (яп. 足寄郡, あしょろぐん, МФА: [aɕoɾo guɴ]) — повіт в Японії, в окрузі Токаті префектури Хоккайдо. 